# Noez
Noez è un comune spagnolo di 926 abitanti situato nella comunità autonoma di Castiglia-La Mancia.